# دریاچه لیسی
دریاچه لیسی (گرجی: ლისის ტბა) یک دریاچه کوچک در نزدیکی شهر تفلیس پایتخت گرجستان است و در دره رودخانه کورا واقع شده است.  این دره دارای مناظر صخره‌ای و خشک با پوشش گیاهی درختچه‌ای و قطعات استپی است.  دریاچه و اطراف آن زیستگاه گونه‌های مختلف پرندگان است. در اطراف دریاچه افزون بر گونه‌های مختلف پرندگان، پناهگاهی برای حیوانات مختلفی مانند لاک پشت، روباه و خرگوش نیز وجود دارد. این منطقه به دلیل جمعیت زیاد مارهایی که در دامنه تپه های اطراف دریاچه زندگی می کنند، به خوبی شناخته شده است.